# Bruno Barber
Bruno Barber (6 de Março de 1904 - † 28 de Outubro de 1943) foi um comandante de U-Boot que serviu na Kriegsmarine durante a Segunda Guerra Mundial.